# Kalyves (Apokoronas)
Kalyves (griechisch Καλύβες [kaˈliːvɛs], in anderer Transkription auch Kalives (f. pl.)) ist eine Ortsgemeinschaft (topiki kinotita τοπική κοινότητα) im Gemeindebezirk Armeni der Gemeinde Apokoronas auf der griechischen Insel Kreta. Neben dem Dorf Kalyves selbst gehört noch die Siedlung Tsivaras (174 Ew.) zu der Ortsgemeinschaft.

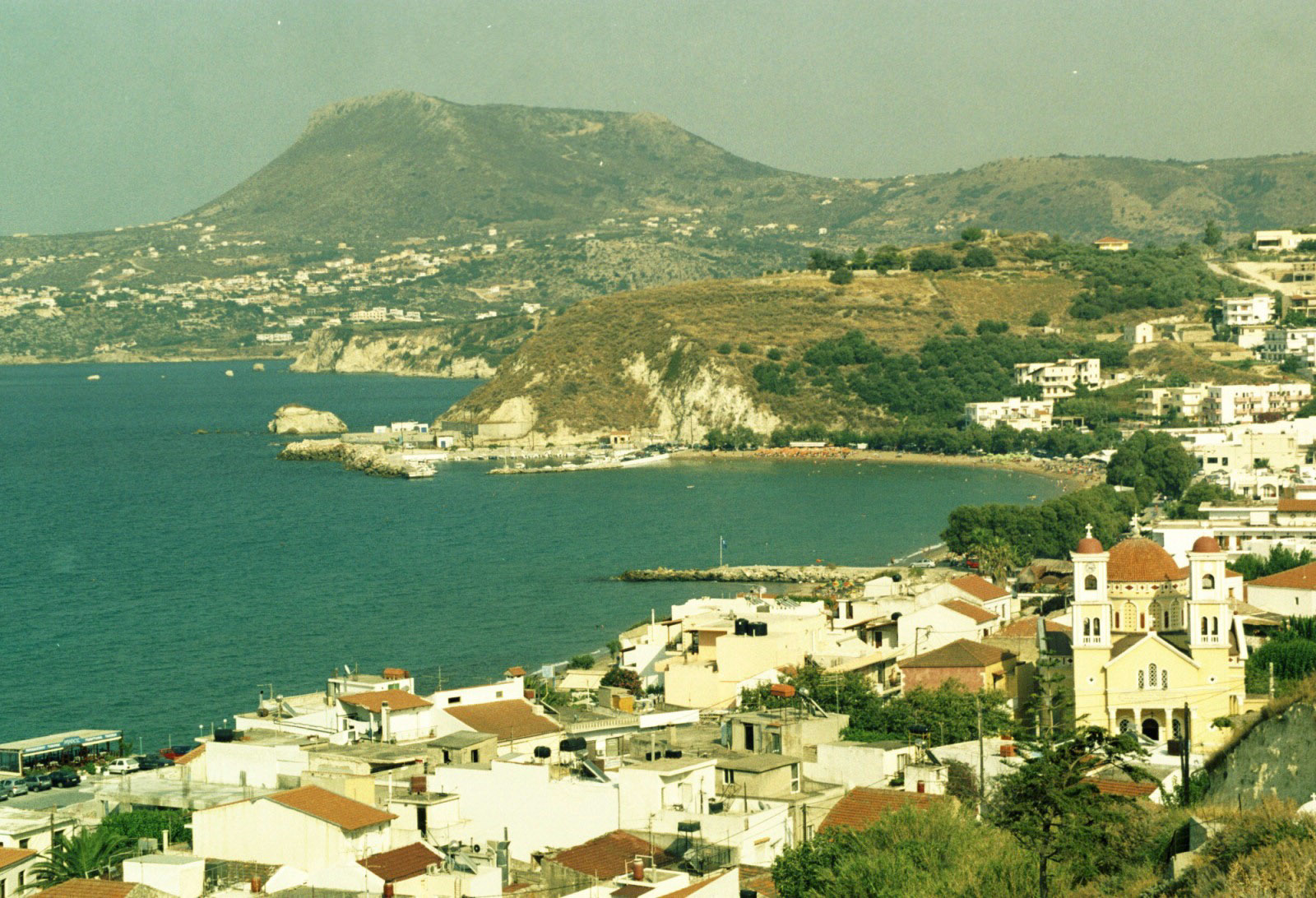
Blick auf Kalyves von Westen

Kalyves liegt ungefähr 20 km östlich von Chania. Im Zentrum mündet der Xidhe-Bach aus Armeni kommend in die Souda-Bucht, westlich der Kiliaris aus Stylos. Die Alte Nationalstraße führt mitten durch den Ort und ist gleichzeitig seine Hauptstraße. Parallel verbindet die neue Nationalstraße Kalyves mit den anderen Städten und touristischen Zentren an der Nordküste. Am östlichen Ortsrand liegt der kleine Fischer- und Sportboothafen, an den der Stadtstrand angrenzt. Ein weiterer Strand liegt am westlichen Ortsausgang in Richtung Kalami. Die öffentlichen Busse der KTEL Chania-Rethymno bedienen das Ortszentrum regelmäßig mit Verbindungen nach Chania, Gavalochori und Vamos. Die Fernbusse auf der Linie Chania-Rethymno-Iraklio halten an der Auffahrt zur neuen Nationalstraße.

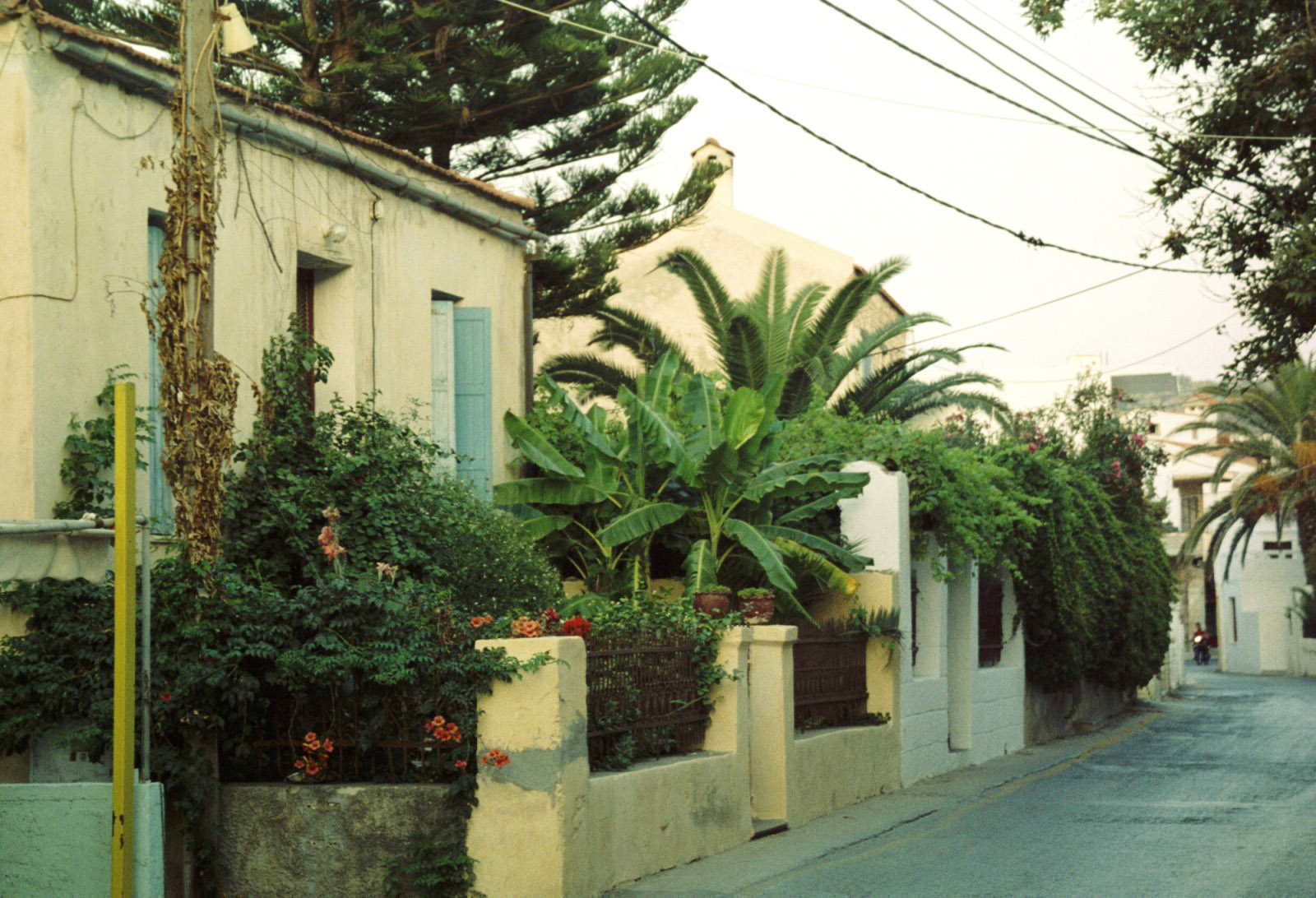
Straße in Kalyves

In der Antike soll bei Kalyves ein Hafen des westlich gelegenen Stadtstaates Aptera gelegen haben. Wie überall auf der Apokoronas findet in Kalyves zurzeit eine dynamische Entwicklung vom agrarisch geprägten Dorf hin zum touristischen Zentrum statt. Die Gemeinde trägt dem Rechnung, indem sie die Infrastruktur ständig verbessert. So wurde im Jahre 2008 die Platia mit der alten Wassermühle erneuert. Im Jahre 2009 wurde zwischen den beiden Stränden eine Uferpromenade angelegt. Der Bauboom, der um die Jahrtausendwende einsetzte, machte auch vor Kalyves nicht halt. Viele Geschäfte des täglichen Bedarfs sind inzwischen Immobilienhändlern gewichen. Zuwanderer aus Nordeuropa, vor allem aus Großbritannien, den Niederlanden, aber auch aus Deutschland lassen sich dauerhaft in der Gegend nieder und prägen mehr und mehr das Bild im Ort. Auf einer Fläche von 9,128 km² lebten im Jahre 2001 1419 Einwohner.
Kalyves hat eine Volksschule. Die neue große Kirche ist Agia Paraskevi geweiht.